# Гормон та Ізамбар
«Гормон та Ізамбар» (фр. Gormont et Isembart, варіанти Gormond et Isembart, Gormund et Isembard) — французька епічна поема, одна з найдавніших жест, від якої збереглися лише фрагменти. Її тема — напад сарацинів на Нормандію внаслідок зради одного з франкських вельмож.
Поема написана восьмискладним асонансованим віршем, що говорить про її архаїчність (всі інші поеми написані десяти- або дванадцятистопним віршем); можливо, це найдавніша з найвідоміших поем. Обсяг фрагментів, що збереглися, — 661 рядок.

## Зміст
Зміст поеми реконструюється з урахуванням її переказів, включених до пізніші твори:
- « Римована хроніка» Філіпа Муске (Chronique rimée de Philippe Mouskes, XIII століття)
- Loher und Maller (1437), німецький прозовий переказ французького лицарського роману XIV століття Lohier et Mallart

Крім того, сюжет схематично викладено в «Історії бриттів» Гальфріда Монмутського.
Ізамбар, посварившись зі своїм сюзереном (можливо, дядьком) королем Людовиком Благочестивим, залишає країну і вступає на службу до сарацинського правителя Гормона, що оселився в Англії. Ізамбар не лише відкидає християнську віру, а й переконує Гормона вирушити у похід для завоювання Франції. Сарацинське військо висаджується на французькому березі, спустошує околиці та спалює монастир Сен-Рик'є. Король Людовик зі своїм військом йде назустріч сарацинам і дає їм вирішальну битву.

### Уцілілий фрагмент
Гормон відважно бореться, долаючи багатьох християнських лицарів, що змушує Людовика самому вступити в бій. Людовик завдає Гормону смертельного удару, але й сам отримує важку рану. Зрадник Ізамбар продовжує бій і у свою чергу перемагає багатьох супротивників, зокрема і рідного батька (вони не впізнають один одного під час поєдинку). Битва триває чотири дні. У сарацинському таборі спалахує чвара, внаслідок чого Ізамбар залишається один, пораненим, на полі бою. Чотири франкські лицарі добивають його. На порозі смерті Ізамбар кається у всіх своїх гріхах і повертається в лоно християнської церкви. Людовик помирає від отриманих ран через місяць після описаних подій.

## Історична основа
У 881 році вікінги переправилися через Ла-Манш (їх база була в Англії), спустошили графство Понтьє (на півночі Пікардії), пограбували та спалили абатство Сен-Рик'є, але 3 серпня були розбиті військами французького короля Людовика III під Сокуром.
У латинському житії Альфреда Великого, складеному на початку X століття, згадується такий собі Гудрум, ватажок загону вікінгів, який у 870—878 роках вів війну з Альфредом, але врешті зазнав поразки і змушений був присягнути на вірність Альфреду і прийняти хрещення. Сам Гудрум, мабуть, не брав участі у набігу на Францію; він перебував у цей час у Норфолку.
Відповідно до епічних умовностей місце вікінгів у поемі зайняли сарацини, час дії зміщено ближче до епічного, з'явився стійкий епічний мотив зради.

### Історія королів Британії
Гальфрід Монмутський у своїй « Історії королів Британії» наводить такий епізод:
Спадкоємцем [Мальгона] став Каретик, теж прихильник міжусобних воєн, ненависний Богові та бритам; переконавшись у його мінливості й ненадійності, сакси перекинулися на бік Гормунда, правителя Африки, і дісталися до Ібернії, куди той приплив із величезною кількістю кораблів і де підпорядкував собі народ цієї землі. Потім, завдяки їхній зраді, він безперешкодно переправився зі ста шістдесяти тисячами африканців на острів Британію, який спустошували й плюндрували, з одного боку, віроломні сакси, а з іншого — корінні його мешканці, що безперервно затівали між собою братовбивчі війни. Отже, уклавши союз із саксами, він напав на короля Каретика і після багатьох битв змусив його тікати, віддаючи місто за містом, аж доки не загнав до Цирецестрії, яку взяв у облогу. До Гормунда прибув туди Ізембард, небіж Лодевика, короля франків, і уклав із ним договір про дружбу. Через цю угоду та любов до царя африканців він зрікся християнської віри, що її сповідував, щоб за допомогою згаданого царя забрати в дядька галльське королівство, з якого той, як він казав, насильницьки й несправедливо його вигнав. Захопивши Цирецестрію і віддавши це місто на поталу вогню, Гормунд вступив у бій з Каретиком і відкинув його за Сабріну у Валлію. Слідом за тим, спустошивши поля, він спалив деякі ближні міста. І він не припиняв цих підпалів, поки не спалив від моря до моря майже все, що було на поверхні острова, тож переважну більшість селищ, розбитих таранами, перетворили на руїни, а непоховані трупи селян і церковнослужителів, за умови, що всюди виблискували клинки піднятих мечів і ревіло полум'я, усіяли собою землю. Уцілілі тікали від таких страшних лих, сподіваючись, що в майбутніх поневіряннях знайдуть, нарешті, для себе порятунок і притулок.
Тут явно видно вплив епічного сюжету, оскільки ніякі африканці Британію, певна річ, не руйнували.

## Видання
- Reiffenberg F. de. La mort du Roi Gormont. — In: Chronique rimée de Philippe Mouskes. T. ІІ. Bruxelles, 1838, p. IX—XXXII.
- Scheler A. La mort de Gormond, Fragment unique conserva à la Bibliothèque royale de Belgique réédité et annoté. — In: Bibliophile belge, t. X (1875), p. 149—198.
- Heiligbrodt R. Fragment de Gormund et Isembard, Text nebst Einleitung, Anmerkungen und vollständigem Wortindex. — In: Romanische Studien. Bd. ІІІ (1878), S. 501—596.
- Bayot A. Gormond et Isembart, Reproduction photocollographique du manuscrit unique, II. 181, de la Bibliothèque royale de Belgique, avec une transcription littérale. Bruxelles, 1906.
- Gormont et Isembart, fragment de chanson de geste du XIIe siècle, édité par A. Bayot. Paris, 1914 (CFMA, № 14). Друге вид. — Paris, 1921; третє вид. — Paris, 1931. (Текст видання 1914 року в Інтернет-архіві)